# A.C. Castellettese
Associazione Calcio Castellettese là một câu lạc bộ bóng đá Ý đến từ Castelletto sopra Ticino, Piedmont. Đội đã xuống hạng trực tiếp từ Serie D vào năm 2006/07 xuống Eccellenza Piedmont. Màu sắc của đội là trắng và xanh.